# Подземный Кёнигсберг

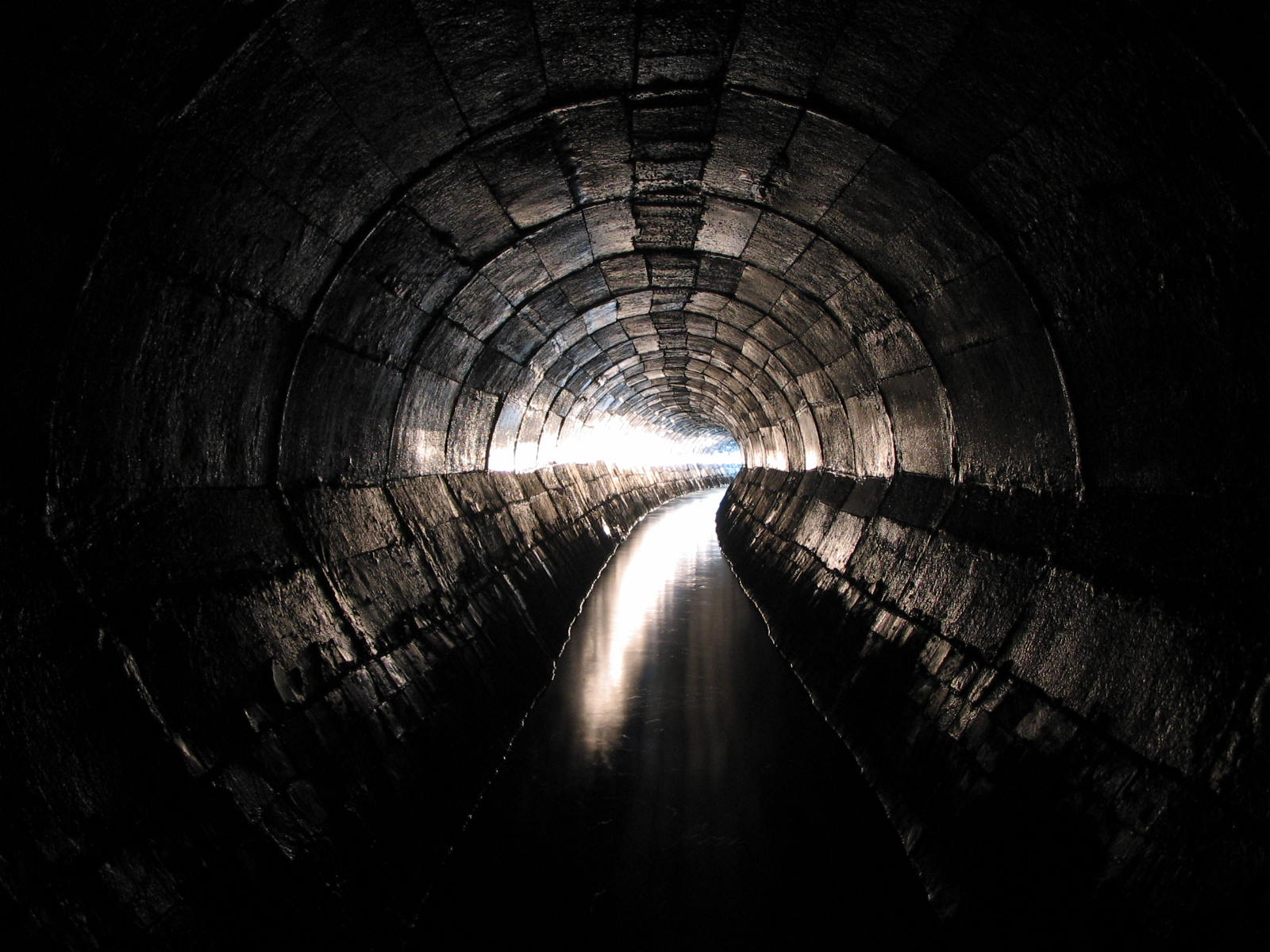
Подземный коллектор в Калининграде

Подземный Кёнигсберг — гипотетическая система подземных сооружений немецкого времени под Калининградом. В настоящее время материальных подтверждений существования подземного Кёнигсберга нет, в связи с чем его можно отнести к разряду городских легенд.

## Легенда
Основная идея легенды заключается в наличии под Калининградом сети разнообразных подземных сооружений — бункеров, разнообразных хранилищ (в одном из которых хранится Янтарная комната), тоннелей, военных заводов и даже аэродромов.  Предполагается, что во время штурма города советскими войсками, немцы забаррикадировали входы в подземный город и частично затопили его.

## Реальность

### Доводы против реальности подземного Кёнигсберга
- Как и любой крупный город, Кёнигсберг несомненно имел обширную систему подземного хозяйства. Однако вероятность существования целого подземного города крайне мала.
- Калининград стоит на толстом (40 — 200 метров) слое рыхлых осадочных горных пород, содержащих несколько десятков водоносных слоёв. Грунты города отличаются высоким уровнем грунтовых вод. В таких условиях подземное строительство очень трудоёмко и дорого.
- Косвенным подтверждением отсутствия подземного города является тот факт, что городские форты строились наземными, и обкладывались землёй. Только некоторые помещения, оборудованные сложной системой гидроизоляции, опускались под уровень земли.
- Во время войны в городе строились наземные бомбоубежища для гражданского населения, представлявшие собой многоэтажные здания с глухими толстыми стенами. Этот факт также свидетельствует о сложности подземного строительства в городе.

### Доводы за реальность подземного Кёнигсберга

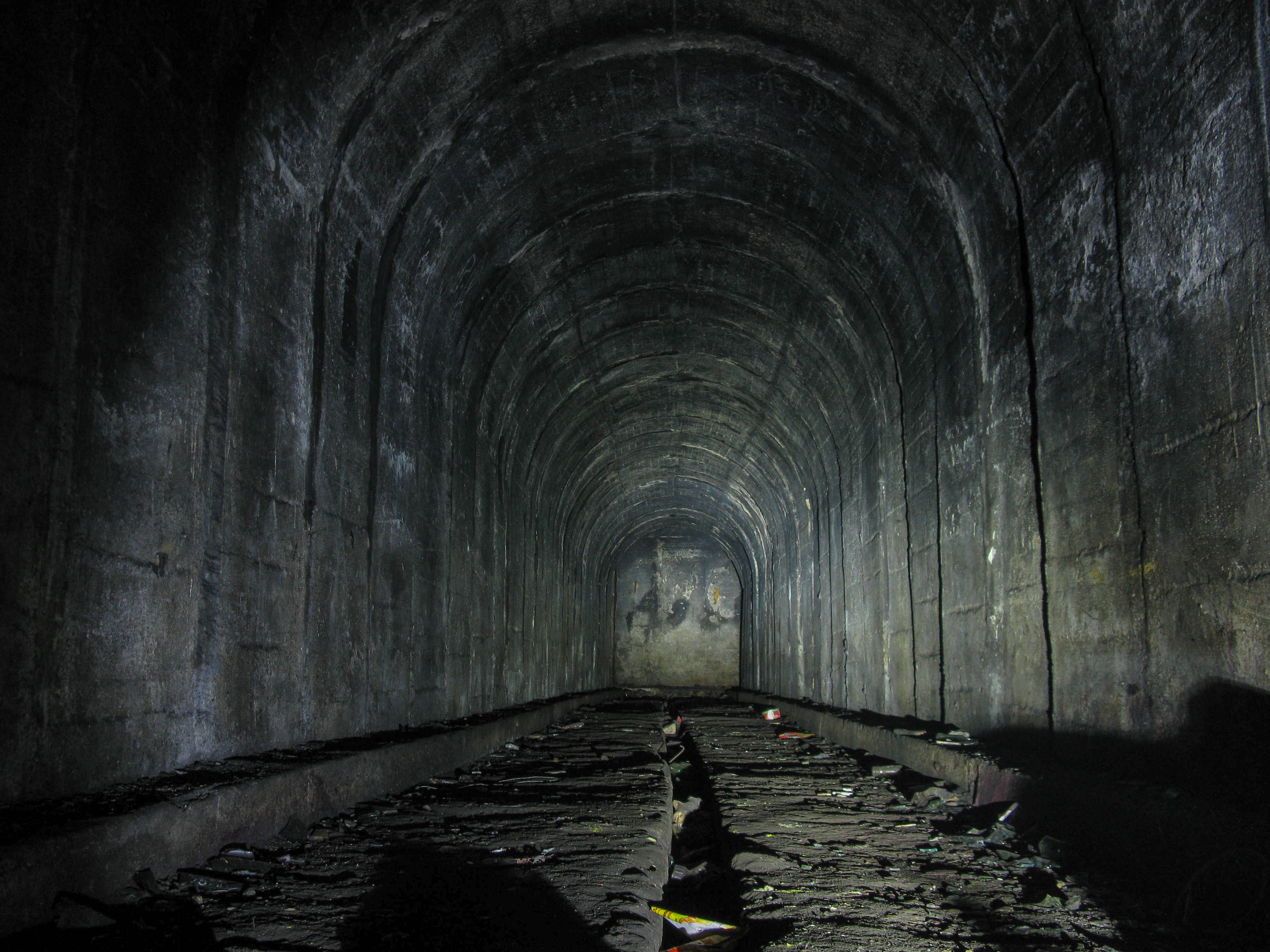
Немецкое бомбоубежище в Калининграде

- Немецкое бомбоубежище в КалининградеВо время Второй Мировой войны, когда возникла вероятность того, что город могут активно бомбить, власти Кёнигсберга стали устраивать массовые бомбоубежища. Каждая полянка, каждый пятачок пустующей территории застраивался бомбоубежищами разных конфигураций. От Форштадта в сторону Хаберберга (ныне Ленинский проспект на отрезке от ДКМ до Дома искусств) шла одна из главных улиц Кенигсберга — Кнайпхофише Ландгассе. Ко входной двери каждого дома вело крыльцо с преддверной площадкой-террасой. На Кнайпхофише Ландгассе дома с обширными подвалами стояли плечом к плечу. С началом массового бомбоубежище-строительства меж подвалами соседних домов Кнайпхофише Ландгассе прорубили проходы, и образовался длинный подвал-бомбоубежище. В него можно было зайти в начале улицы, пройти пару километров, не выходя на поверхность, а затем выйти в совсем другом конце улицы. Известен также бункер Ляша (впоследствии превращён в музей).
- После войны советские переселенцы среди руин видели соединённые между собой подвалы.
- Под Ганза-плац проходит железнодорожный тоннель. По нему поезда, направляясь с Южного вокзала, идут дальше к морскому побережью Земландского полуострова. Пройдя по тоннелю пешком, можно увидеть несколько наглухо замурованных дверных проёмов. Объяснение лежит западнее, со стороны улицы Генделя. Тюремная КПЗ находилась там ещё при немцах, а вместо университета в здании располагался Земельный суд. И вот осуждённых-заключённых из привокзального тоннеля по подземному ходу доставляли в тюремные стены и наоборот без шокирования праздной публики. В советское время столь изощрённые средства безопасности оказались излишни, и входы в тоннели заложили.
- Изрядную долю в моделирование подземного Кенигсберга вносят ливневые колодцы, построенные более 100 лет назад. В те времена город претерпел радикальное расширение своей территории, сначала до Второго вального кольца, а потом и далеко за него. И новые территории требовали инженерной инфраструктуры, в том числе канализационных и ливневых коллекторов. Следует помнить, какие это были времена: технологию изготовления труб ещё не изобрели и подобные сооружения выкладывались из кирпича. Их диаметр зависел от того, насколько маленький свод может выложить вокруг себя каменщик. То есть: выкапывалась длинная канава, на дне её каменщик выкладывал трубу, вылезал, и готовый участок засыпался землёй. Соответственно, труба была примерно 90 см в ширину и 120 см в высоту. Такие коллекторы устраивались вдоль крупных дорог и эксплуатировались веками.
- В довоенном Кёнигсберге имелось много фирм, специализирующихся на подземном строительстве.

## Возникновение легенды
Известно, что практически в любом месте, где имеются хоть какие-нибудь подземные сооружения, молва склонна преувеличивать их масштабы. Появление легенд о подземном Кёнигсберге вполне могло быть спровоцировано наличием в городе большого количества бункеров, бомбоубежищ и т. д. Предположительно, легенды о подземном городе возникли среди советских переселенцев сразу после войны. Многие переселенцы были выходцами из сельской местности, незнакомыми с городским подземным хозяйством. Для них загадочными и непонятными сооружениями выглядели и обычные канализационные коллекторы (не использовавшиеся на протяжении месяцев, эти коллекторы были очищены дождевыми водами).
Легенда существовала уже в 1950-х годах. Росту её популярности способствовали многочисленные «художественно-документальные» повести, такие как «Вилла «Эдит»» Марка Баринова, «Тайна Янтарной комнаты» В. Ерашова и В. Дмитриева, «Янтарная комната. Мифы и реальность» В. Бирюкова, «Секретный фарватер» Леонида Платова (была экранизирована), «Три лица Януса» С. Гарина, «В конце войны» Н. Камбулова и другие.

«Под Кёнигсбергом есть громадные подземелья. Древние форты соединены с современными командными пунктами туннелями. Они ведут также к важнейшим загородным объектам — подземным мастерским и заводам, госпиталям и нефтехранилищам. Многочисленные сокровища, в том числе Янтарная комната, спрятаны в подземельях…»
— «Вилла «Эдит»»